# Mount Suydam
Mount Suydam ist ein 1020 m hoher Berg im westantarktischen Queen Elizabeth Land. In der nördlichen Patuxent Range der Pensacola Mountains ragt er 5 km westlich des Clark Ridge in den Anderson Hills auf.
Der United States Geological Survey kartierte ihn anhand eigener Vermessungen und Luftaufnahmen der United States Navy aus den Jahren von 1956 bis 1966. Das Advisory Committee on Antarctic Names benannte ihn 1968 nach Ervin Lynn Suydam (1941–2016), Biologe auf der Palmer-Station im antarktischen Winter 1967.